# ハイロ・サンペリオ
ハイロ・サンペリオ・ブスタラ（Jairo Samperio Bustara, 1993年7月11日 - ）は、スペイン・カンタブリア州出身のプロサッカー選手。ポジションはフォワード。

## 経歴

### クラブ
2006年からスペインのラシン・サンタンデールのユースチームに所属し、2011年にトップチーム昇格した。8月27日、バレンシアCF戦でリーガ・エスパニョーラデビューを果たした。10月25日、セビージャFC戦でプロ初得点を記録した。
2013年6月21日、セビージャFCに5年契約で移籍した。8月1日、UEFAヨーロッパリーグのFKムラドスト・ポドゴリツァ戦で移籍後初出場を果たした。
2014年8月29日、ブンデスリーガの1.FSVマインツ05に4年契約で加入した。
ラス・パルマスを契約満了で退団し、2018年7月6日にハンブルガーSVに加入した。
2020年9月29日、マラガCFと2年契約を結んだ。

### 代表
スペイン代表として2013 FIFA U-20ワールドカップに出場した。

## タイトル

### クラブ
セビージャFC
- UEFAヨーロッパリーグ：2013-14